# Okręg wyborczy New Forest West
Okręg wyborczy New Forest West powstał w 1997 r. i wysyła do brytyjskiej, Izby Gmin jednego deputowanego. Okręg obejmuje południowo-wschodni kraniec hrabstwa Hampshire z miastami New Milton i Ringwood.

## Deputowani do brytyjskiej Izby Gmin z okręgu New Forest West
- 1997– : Desmond Swayne, Partia Konserwatywna